# Jan Wojciech Umiński
Jan Wojciech Umiński (ur. 17 marca 1903 w Radomiu, zm. 16 czerwca 1949 tamże) – polski malarz.

## Życiorys
Studiował w Szkole Sztuk Pięknych w Warszawie, po jej ukończeniu kontynuował naukę w krakowskiej Akademii Sztuk Pięknych. Po otrzymaniu dyplomu w 1932 wyjechał na rok za granicę, po powrocie wielokrotnie wystawiał swoje prace. Jego prace były kupowane do kolekcji m.in. Towarzystwa Zachęty Sztuk Pięknych. Był członkiem Związku Zawodowego Polskich Artystów Plastyków, a od 1945 również radomskiego Towarzystwa Przyjaciół Sztuk Pięknych.